# 菜の花舞台
菜の花舞台（なのはなぶたい）は毎年4月の第2土曜日と日曜日に静岡県伊豆市小土肥で開催される野外劇である。主催は『NPO豆州倶楽部 菜の花舞台実行委員会』。

## 概要
1989年にNHKのテレビドラマ『青春家族』のロケで同地区を訪れた俳優の橋爪功の提案で始まった。
休閑期の水田を菜の花畑にして、特設舞台を設置し、橋爪と、彼が所属する『演劇集団 円』のメンバー、地元の子供達や青年団によって、太鼓の演奏や野外劇が行われる。入場は無料である。
開催当初は1日700人程度の見物客であったが、最近では県外からも観客が訪れ、1日の見物客は2000人を数える。
毎年、開催初日のエンディングには花火大会が開催される。打ち上げ数は数百発から千発程度で打ち上げ花火は東京都、神奈川県を中心に花火大会を行っている
有限会社津久井火工が担当している。